# Han Sung-bong
Han Sung-bong (koreanisch 한성봉; * 23. Juli 1985 in Taean) ist ein südkoreanischer Rollstuhltennisspieler.

## Karriere
Han Sung-bong ist wegen eines Unfalls auf den Rollstuhl angewiesen. Er spielt seit 2010 ITF-Turniere und konnte davon mehrere niedrigerer Kategorie im Einzel oder Doppel gewinnen. Sein bevorzugter Belag ist Hartplatz.
Han ist seit 2014 wiederholt für Südkorea beim World Team Cup angetreten.
Mit seinem Doppelpartner Im Ho-won konnte er 2023 bei den Para-Asienspielen die Goldmedaille gewinnen.
Auch bei den Sommer-Paralympics 2024 in Paris traten die beiden gemeinsam an. Im Achtelfinale besiegten sie das österreichische Doppel Nico Langmann und Josef Riegler klar in zwei Sätzen. Im Viertelfinale verloren sie gegen die späteren Silbermedaillengewinner Takuya Miki und Tokito Oda aus Japan. Im Einzel traf Han in der ersten Runde ebenfalls auf Nico Langmann, dieses Spiel konnte der Österreicher in drei Sätzen für sich entscheiden.